# Aristida refracta
Aristida refracta är en gräsart som beskrevs av August Heinrich Rudolf Grisebach. Aristida refracta ingår i släktet Aristida och familjen gräs.
Artens utbredningsområde är Kuba. Inga underarter finns listade i Catalogue of Life.